# Мора, Нилсон Эсидио
Ни́лсон Эси́дио Мо́ра (порт. Nílson Esídio Mora) — бразильский футболист, атакующий полузащитник и нападающий.
Выступал за клубы Бразилии, Испании, Перу, Мексики.
Чемпион Лиги Гаушо 1990 года в составе «Интернасьонала». Лучший бомбардир бразильской Серии A (1988) в составе «Интернасьонала» и чемпионата Перу (1998) в составе «Спортинг Кристал».